# 本·麥克亞當斯
本杰明·迈克尔·麦克亚当斯（英语：Benjamin Michael McAdams，1974年12月5日—）是美国政治家，2019年－2021年担任犹他州第四国会选区的美国众议员。作为民主党黨员，他曾于2009年至2012年担任犹他州参议院第二选区参议员，该选区包括盐湖城、南盐湖城以及西瓦利城的一部分。2013年至2019年担任盐湖县市长。
2018年，麦克亚当斯在犹他州第四选区的国会众议员选举中击败了共和党现任议员米娅·洛夫（Mia Love）。在超过25万张选票中，他比对手多694票获胜。 他是犹他州国会代表团中唯一的民主党人，也是蓝狗联盟的成员。

## 早期生活与教育
麦克亚当斯出生在犹他州的西豐年祭。 他拥有犹他大学的政治学学士学位和哥伦比亚法学院的法学博士学位。 在哥伦比亚大学，麦克亚当斯是大学法学院期刊《人权与法律评论》的编辑者和成员。

## 法律事业
从法学院毕业后，他在纽约市的戴維斯·波尔克&沃德韋爾（Davis Polk & Wardwell）律师事务所做过一段时间的助理律师。 麦克亚当斯和他的家人随后回到犹他州，在那里他进入了盐湖城的多尔西 & 惠特尼（Dorsey & Whitney）律师事务所，从事证券法工作。 麦克亚当斯后来成为盐湖城市长拉尔夫·贝克尔（Ralph Becker）的高级顾问。

## 犹他州参议院任期
在2009年12月19日的一次特别选举中，麦克亚当斯接替斯科特·麦考伊（Scott McCoy）成为犹他州参议院第二选区的参议员。随后在2010年11月2日正式当选参议员，任期四年。

### 立法记录
作为一名立法者，麦克亚当斯联合发起了S.B.0150法案，这是一项旨在促进学校和阅读能力低于年级水平的小学生的家长之间交流的措施。州长加里·赫伯特（Gary Herbert）2010年3月29日签署该法案，使之成为法律。
2011年3月，麦克亚当斯提出一项法案，禁止对犹他州的同性恋和跨性别者在就业和住房方面歧视。他就此事举行听证会的动议在党派投票中失败。盐湖城在2009年通过了一项类似的措施。
麦克亚当斯投票反对H.B.353法案，该法案允许医务人员基于道德或宗教理由拒绝提供堕胎服务。他还投票反对H.B. 461法案，此法案将堕胎的强制等待时间从24小时延长到72个工作小时，后来发现这项法律并没有阻止妇女堕胎。麦克亚当斯说，他投票反对这些法案，是因为他认为这些法案起草得很糟糕，而不是因为他支持堕胎。（参看下面的政治立场）

### 评分
在2012年的立法会期期间，他获得了倡导团体“父母的教育選擇”（Parents for Choice in Education）75%的支持率，以及美国国家教育协会（National Education Association）77%的支持率。犹他州纳税人协会（Utah Taxpayers Association）也给了他82%的支持率，他是当年民主党得分最高的党员。《盐湖城论坛报》（Salt Lake Tribune）在2011年将麦克亚当斯列为犹他州参议院中最倾向自由主义的议员，那年给他34.4%的保守支持率。然而在2012年，《盐湖城论坛报》将他列为犹他州参议院最保守的民主党参议员第三名（共有8位）。
根据麦克亚当斯在犹他州参议院的经历，萨瑟兰研究所（Sutherland Institute）给予他33%的保守支持率，该研究所是一个财政和社会保守的政治行动委员会。 犹他州纳税人协会给了他82%的支持率。 他还获得了犹他州塞拉俱乐部100%的支持率，该俱乐部支持加强环境保护。

### 立法委员会的工作
| 委员会类别                             | 立法会期             |
| -------------------------------------- | -------------------- |
| 行政办公室和刑事司法-拨款              | 2009-2010，2011-2012 |
| 犹他州参议院司法、执法和刑事司法委员会 | 2009-2010，2011-2012 |
| 犹他州参议院政府运作和政治细分委员会   | 2009-2010            |
| 犹他州立法机关行政规则审查委员会       | 2011-2012            |
| 犹他州参议院道德委员会                 | 2011-2012            |
| 行政拨款                               | 2011-2012            |
| 犹他州立法机关立法管理委员会           | 2011-2012            |
| 犹他州议会选区重划委员会               | 2011-2012            |
| 犹他州参议院税收和税务委员会           | 2011-2012            |

## 盐湖县长官任期

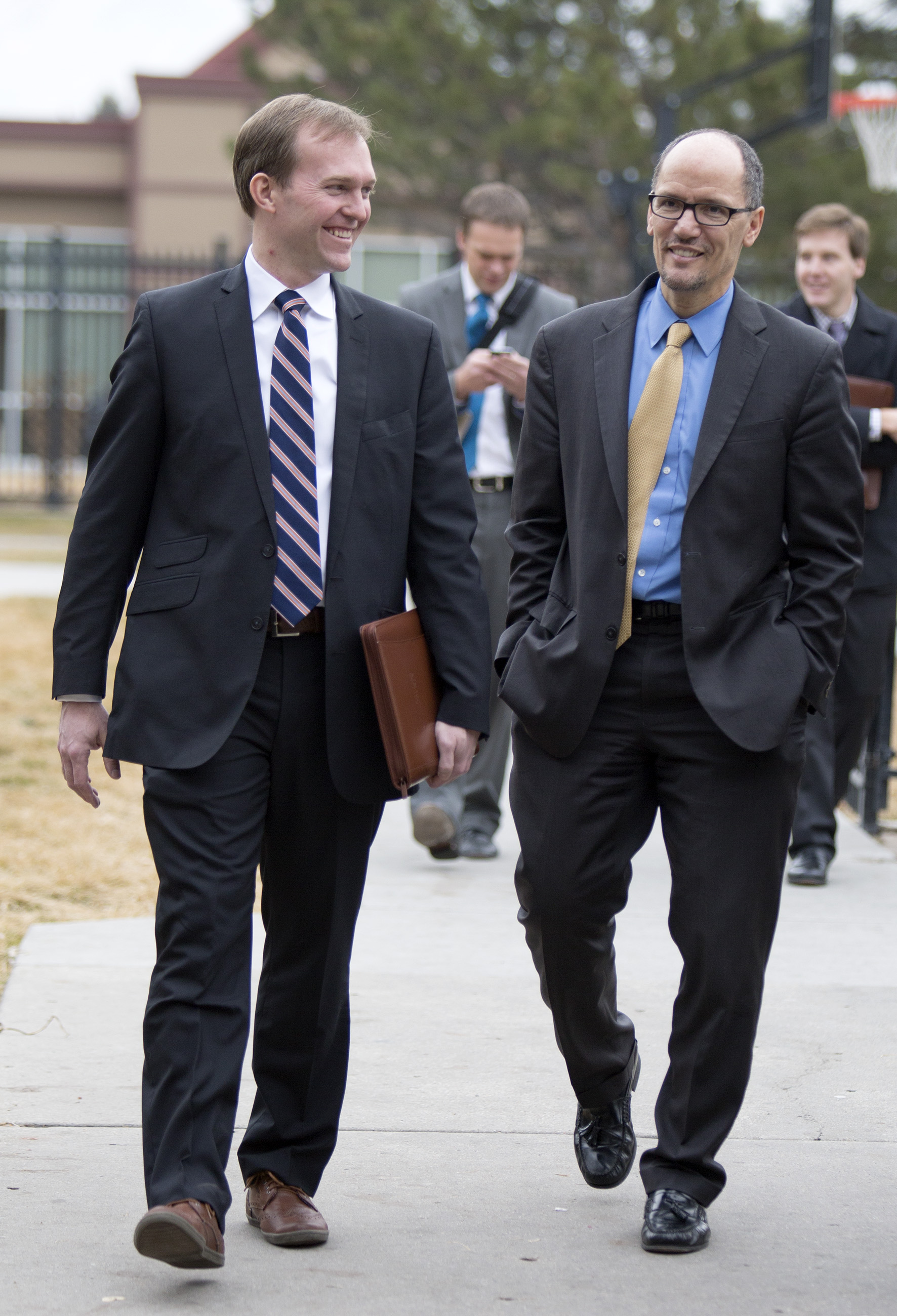
2015年1月30日盐湖县長官本·麦克亚当斯和時任劳工部长汤姆·佩雷斯視察

### 竞选
2011年11月，他宣布竞选犹他州盐湖县长官，以接替皮特·古鲁森（Peter Corroon）。 2012年11月6日，麦克亚当斯以54%的选票当选，击败了共和党提名人马克·克罗克特（Mark Crockett）。 麦克亚当斯就任市长后辞去了州参议员的职务。
他被选为2016年犹他州的美国参议员及2016年犹他州州长竞选的潜在候选人，但是他没有竞选这两个职位。 2016年11月，他以59%的得票率连任盐湖县长官。

### 无家可归者的政策
他受犹他州议会委托，在盐湖县外盐湖城为一个新的无家可归者收容所选址。报纸《Deseret News》报道，这项任务被认为具有政治破坏性，因为无论最终选择的地点在哪，都会遇到当地预料之中的强烈反对。麦克亚当斯推荐了南盐湖城，但遭到了该市市长切丽·伍德(Cherie Wood)的反对。此前，德雷珀市市长特洛伊·沃克(Troy Walker)曾自愿提供德雷珀市的两个场地建造收容所，后来迫于公众压力取消了这一计划。
在提出推荐之前，麦克亚当斯花了两个晚上在盐湖城的街道上扮成一个无家可归者来收集信息。 虽然他的任务是推荐庇护所地点，但他承诺不会支持庇护所破土动工，除非犹他州立法机构通过一项法案，靠其他城市筹集资金来设立基金库。
麦克亚当斯呼吁采取一种“完全不同的方法... 来解决无家可归问题”，并称无家可归“是一种顽固而复杂的社会挑战”

### 税收和预算
2014年他支持更新及复兴动物园、艺术和公园的Zap税。每消費10美元，ZAP稅額為1美分。它部分资助了190多个县级文化艺术组织，以及30个公园与游憩设施，包括Hogle动物园、Tracy Aviary、Loveland Living Planet Aquarium及其他。该税在2014年获得近77%的县选民支持。
他提出的2018年县预算以5比4的投票结果获得县议会通过。反对派的预算比他先前提出的初步13亿美元预算多出36万7千美元。预算中包括部分使用Oxbow监狱（Oxbow Jail）资金、为县政府雇员加薪2.5%以及新建图书馆。
麦克亚当斯提出了2019年的县预算，其中包括在前几年的公共安全预算基础上增加资金，全面开放使用牛轭湾监狱（Oxbow Jail）的资金，以及帮助当地治安官招聘和留住公共安全官员的资金。该预算不包括增税，麦克亚当斯表示，新预算方案总金额减少了约1800万美元。经过一些修改，盐湖城议会一致通过了预算。

### 经济及社区发展
他支持S.B.199法案（又称社区保护法案），该法案赋予盐湖县各乡镇有决定其未来治理结构的权力。这导致了米爾克里克（Millcreek）的居民投票赞成合并选举。
作为盐湖县长官，麦克亚当斯是私人非营利慈善机构United Way Worldwide盐湖县分会的董事。他实施了一种pay-for-success（为成功投资）模式，邀请第三方投资者为学前教育投资，并在达到特定基准阶段时获得投资回报。2016年，United Way因该模式及其“靠资料和数据来实行的合作方式”而认可了他。
2016年，他反对了在西喬丹市建立Facebook数据中心的提议。西乔丹市的长官指责来自盐湖县的反对，尤其是麦克亚当斯的反对，因为Facebook最终将数据中心设在了新墨西哥州而不是西乔丹。这个价值25亿美元的数据中心本可以从市政府和县得到1.95亿美元的税收减免。麦克亚当斯认为这个数据中心太昂贵，因为它最多只能直接创造130个工作岗位。支持该数据中心的人辩称，它将为该地区带来更多的开发和投资。
麦克亚当斯参与了与州领导层就建设盐湖城内河港口计划的谈判。2018年1月，他强烈认为土地使用和分区权应留在地方。犹他州议会通过了SB023法案，设立了内河港务局。他相信“该法案在很大程度上是公平的”。
在担任长官期间，盐湖城一直保持着AAA级债券评级。

## 美国众议院任期

### 竞选
2018年
2017年10月18日他宣布将争取民主党提名，与现任犹他州第四国会选区共和党众议员米娅·洛夫(Mia Love)竞争。2018年4月28日，麦克亚当斯在民主党全国代表大会上获得提名。在全国代表大会72%的代表支持下，他避免了初选。
在竞选期间，他与美国众议院民主党领袖保持着距离，表示如果当选，他不会支持南希·佩洛西竞选众议院议长。
2018年6月，美国有线电视新闻网报道称，这场竞选被认为“对两党都很重要”，因为共和党的米娅·洛夫“在移民问题上顶住了总统唐纳德·特朗普的压力”，还有因为“全国民主党人认为麦克亚当斯是党在红草地（指共和党占优势的地方）上站稳脚跟的最佳机会之一”。
他得到了蓝狗联盟的支持。蓝狗联盟是一个由保守派和温和派民主党人组成的众议院核心小组，强调财政责任（Fiscal responsibility）。他也得到了环保选民联盟（League of Conservation Voters）的支持
11月20日最终结果显示，麦克亚当斯以比对手多694票，即比对手多0.257%的得票率获胜。他的得票率大于自动重新计票所需的0.25%。 米娅·洛夫和麦克亚当斯的竞选团队以及外界团体总共花费了大约1140万美元，使其成为犹他州历史上最昂贵的竞选之一。 预计外界团体在2020年的竞选时会花费巨资再次反对他。
随着赢得选举，他成为自2012年吉姆·馬特森（Jim Matheson）于第四选区获得连任以来第一位从犹他州选出的民主党国会议员。

### 議員任期
麦克亚当斯是犹他州国会代表团中唯一的民主党人。
他把众议院议长选举票投给了来自佛罗里达州的民主党代表斯蒂芬妮·墨菲（Stephanie Murphy）。 此前，他曾与众议院其他民主党议员一起联署承诺反对南希·佩洛西出任众议院议长。
在2018年至2019美国联邦政府停摆期间，超过100名国会议员要求停薪，他是其中之一。
2020年3月17日。麦克亚当斯感染2019冠状病毒病。

### 立法委员会的工作
- 金融事务委员会
  - 消费者保障及金融机构委员会
  - 国家安全、国际发展和货币政策委员会
- 科学、空间和技术委员会
  - 环境问题委员会
  - 研究和技术委员会

### 参与的众议院核心小组
- 蓝狗联盟[65]
- 新民主联盟（New Democrat Coalition）[66]

## 政治立场
麦克亚当斯自称是一个温和的民主党人。 他强调他和共和党人努力合作，并认为共同努力解决问题是很重要的。

### 经济政策
虽然该法案通过时他并不是国会议员，但他表示反对2017年的减税和就业法案，因为预计未来10年美国国债将增加1.5万亿美元，还认为這有利于“富人而不是中产阶级”。他曾表示，他支持税收法现代化，但税收改革法案是“在财政上不负责任的”，而且该法案“是从子孙后代那里借来的”。

### 能源政策
麦克亚当斯支持增加可再生能源比例並开发新技术。他支持在可再生能源和传统化石燃料能源之间取得平衡的国家能源模式，以及减少车辆排放。

### 医疗政策
在盐湖縣長官任期時他呼吁国会修改患者保护与平价医疗法案（也被称为奥巴马医改）而不是废除它。此前，他曾呼吁国会在儿童健康保险计划（Children's Health Insurance Program）的资金于2017年9月到期后续期。

### 移民政策
麦克亚当斯呼吁进行全面的移民改革，其中包括加强边境安全，增加合法移民，以及為參與童年入境者暫緩遣返手續（DACA）計劃的人提供永久性解决方案。
在2018年議員竞选期间，麦克亚当斯反对川普总统在美国南部与墨西哥边境修建隔离墙的计划。 在2018年至2019年美国政府停摆期间，他说他可能愿意投票支持边境保护資金還有邊境牆，如果这是包括在妥协法案之中，如移民改革和夢想家計劃的修正

### 同性婚姻
麦克亚当斯支持同性婚姻。在最高法院对奥贝格费尔诉霍奇斯案做出裁决后，同性伴侣有權在美國結婚。他说:“安東尼·肯尼迪大法官在他的意见中说同性伴侣有结婚的权利源自第十四修正案中对權力平等的保障”。这一决定印证了我一直以来的信念——所有家庭都应该在法律面前得到平等的对待。

### 堕胎
麦克亚当斯认为自己是反堕胎的。 他表示，"在人生所有阶段都相信生命是神圣的"，"我反对堕胎，除非是强奸、乱伦、危及母亲生命的情况，以及在某些罕见的情况下"，并认为"终止妊娠的决定应该由妇女在咨询医生、家庭成员和她信任的信仰顧問後作出。"
在2018年的議員竞选活动中，他称自己是反堕胎人士，并提到他"坚定信念生命是神圣的"，还说米娅·洛夫指责他是一个堕胎倡导者是"冒犯的"。

## 个人生活
他是第七代猶他人，是家里六个孩子中的一個。 他是耶稣基督后期圣徒教会的成员，并在1990年代中期去了巴西傳教。 麦克亚当斯和他的妻子朱莉（Julie）有四个孩子。